# Nechmaya
Nechmaya est une commune de la wilaya Guelma en Algérie.
Nechmaya est un village créé en 1853.  